# 사하구 갑
사하구 갑은 대한민국의 국회의원 선거구이다. 부산광역시 사하구의 일부 지역을 관할한다. 현 지역구 국회의원은 국민의힘의 이성권이다.

## 역사
1996년 대한민국 제15대 국회의원 선거를 앞두고 신설되었다. 신설 당시 괴정동, 당리동, 하단동이 사하구 갑으로 묶였고 나머지 지역은 사하구 을이 되었다. 
대한민국 제22대 국회의원 선거를 앞두고 사하구 을 선거구에서 신평2동을 편입했다.

## 관할 구역
| 대수      | 관할 구역                                                                                  |
| --------- | ------------------------------------------------------------------------------------------ |
| 15대~21대 | 사하구 괴정제1동, 괴정제2동, 괴정제3동, 괴정제4동, 당리동, 하단제1동, 하단제2동            |
| 22대~     | 사하구 괴정제1동, 괴정제2동, 괴정제3동, 괴정제4동, 당리동, 하단제1동, 하단제2동, 신평제2동 |

## 역대 국회의원
| 선거   | 정당 | 정당         | 의원   |
| ------ | ---- | ------------ | ------ |
| 1996년 |      | 신한국당     | 서석재 |
| 2000년 |      | 한나라당     | 엄호성 |
| 2004년 |      | 한나라당     | 엄호성 |
| 2008년 |      | 한나라당     | 현기환 |
| 2012년 |      | 새누리당     | 문대성 |
| 2016년 |      | 더불어민주당 | 최인호 |
| 2020년 |      | 더불어민주당 | 최인호 |
| 2024년 |      | 국민의힘     | 이성권 |

## 역대 선거 결과

### 대한민국 제15대 국회의원 선거
|  | 64.41% |

|  | 20.07% |

|  | 15.51% |

### 대한민국 제16대 국회의원 선거
|  | 60.70% |

|  | 13.95% |

|  | 12.69% |

|  | 12.64% |

### 대한민국 제17대 국회의원 선거
|  | 54.85% |

|  | 39.10% |

|  | 1.70% |

|  | 1.66% |

|  | 1.46% |

|  | 1.19% |

### 대한민국 제18대 국회의원 선거
|  | 44.98% |

|  | 37.14% |

|  | 16.28% |

|  | 1.57% |

### 대한민국 제19대 국회의원 선거
|  | 45.14% |

|  | 41.61% |

|  | 11.01% |

|  | 2.22% |

### 대한민국 제20대 국회의원 선거
|  | 49.36% |

|  | 45.41% |

|  | 2.89% |

|  | 1.57% |

|  | 0.75% |

### 대한민국 제21대 국회의원 선거
|  | 50.00% |

|  | 49.13% |

|  | 0.85% |

### 대한민국 제22대 국회의원 선거
|  | 50.39% |

|  | 49.60% |